# Stenophylax bischofi
Stenophylax bischofi là một loài Trichoptera trong họ Limnephilidae. Chúng phân bố ở miền Cổ bắc.